# Diospilus oleraceus
Diospilus oleraceus är en stekelart som beskrevs av Alexander Henry Haliday 1833. Diospilus oleraceus ingår i släktet Diospilus och familjen bracksteklar. Arten är reproducerande i Sverige. Inga underarter finns listade i Catalogue of Life.